# Nephin Beg Range
Nephin Beg Range är en bergskedja i republiken Irland.   Den ligger i grevskapet Maigh Eo och provinsen Connacht, i den nordvästra delen av landet, 230 km väster om huvudstaden Dublin.